# Crophius schwarzi
Crophius schwarzi är en insektsart som beskrevs av Van Duzee 1910. Crophius schwarzi ingår i släktet Crophius och familjen Oxycarenidae. Inga underarter finns listade i Catalogue of Life.